# Xã Washington, Quận Johnson, Missouri
Xã Washington (tiếng Anh: Washington Township) là một xã thuộc quận Johnson, tiểu bang Missouri, Hoa Kỳ. Năm 2010, dân số của xã này là 7.249 người.